# Conseiller général (pays de Galles)
Pour les articles homonymes, voir Conseiller général.
Le conseiller général du Gouvernement gallois (Counsel General to the Welsh Government en anglais et Cwnsler Cyffredinol i Lywodraeth Cymru en gallois), plus communément abrégé en « conseiller général » (Counsel General en anglais et Cwnsler Cyffredinol en gallois), est un membre du cabinet exerçant auprès du gouvernement les fonctions de conseiller juridique en chef et de représentant dans les cours de justice.
Institué par le Government of Wales Act 2006 à compter des élections de mai 2007, il occupe un rôle analogue à celui de procureur général et de solliciteur général dans le Gouvernement de Sa Majesté. Mick Antoniw (en), également titré ministre de la Constitution, occupe cette fonction depuis la formation du second gouvernement de Mark Drakeford en 2021.

## Histoire
De novembre 1998 à octobre 2003, la fonction de conseiller juridique en chef auprès de l’assemblée nationale pour le pays de Galles a été exercée par Winston Roddick (en). Le poste est une position civile de l’Assemblée qui n’a donc pas une existence prévue par la loi et n’est pas gouvernementale à l’origine. Du fait du rôle de conseil sur toutes les questions juridiques, il est qualifié du titre de « conseiller général » (de l’anglais Counsel General),.
À l’entrée en vigueur du Government of Wales Act 2006, un gouvernement de l’Assemblée galloise (devenu le Gouvernement gallois en 2015) est créé pour permettre une séparation entre la branche exécutive et la législature, et la fonction gouvernementale de « conseiller général » est mise en place après les élections générales de l’Assemblée de mai 2007.

## Description

### Intitulé
Au sens du Government of Wales Act 2006, le « conseiller général du gouvernement de l’Assemblée galloise » (Counsel General to the Welsh Assembly Government en anglais et Cwnsler Cyffredinol i Lywodraeth Cynulliad Cymru en gallois), abrégé en « conseiller général » (Counsel General en anglais et Cwnsler Cyffredinol en gallois) est défini comme une fonction gouvernementale. Sa mise en application est prévue après les élections générales de l’assemblée nationale pour le pays de Galles de mai 2007,.
Depuis le Wales Act 2014, entré en vigueur le 27 février 2015, il prend le titre de « conseiller général du Gouvernement gallois » (Counsel General to the Welsh Government en anglais et Cwnsler Cyffredinol i Lywodraeth Cymru en gallois),.

### Position au sein des institutions
Statutairement, il ne peut être au sein du gouvernement ni le premier ministre (nommé au sens de la section 46 du Government of Wales Act 2006), ni un ministre (nommé au sens de la section 48) ni même un vice-ministre (nommé au sens de la section 50). Membre du gouvernement, il peut assister et participer aux réunions du cabinet à l’invitation du premier ministre,.
Il peut être choisi en dehors des membres du Senedd. Dans un tel cas, il peut participer aux débats du Parlement gallois mais ne prend pas part au vote. Cependant, le conseiller général est considéré comme un élu de la chambre pour l’application du règlement intérieur du parlement.
Toute poursuite judiciaire exercée au nom du conseiller général est conduite indépendamment du Gouvernent gallois. Les autres membres du gouvernement ne peuvent interférer ni même être impliqués dans l’exercice de cette fonction.

## Rôle

### Responsabilités principales
Au sens du Governement of Wales Act 2006, le conseiller général :
- entreprend des démarches appropriées sur tout sujet touchant le pays de Galles[ι] ;
- intente, défend ou apparaît à un procès dans le cadre de la promotion ou la protection de l’intérêt général s’il se considère compétent (indépendamment du gouvernement[θ])[κ] ;
- peut introduire une mesure proposée ou un projet de loi au Senedd en qualité de membre du Gouvernement gallois[λ],[μ] ;
- doit soumettre à la Cour suprême toute mesure ou toute disposition de mesure et toute loi ou toute disposition de loi n’entrant pas à son sens dans la compétence du Senedd (indépendamment du gouvernement[θ])[ν],[ξ] ;
- partage avec le procureur général la possibilité d’intenter un procès en Angleterre-et-Galles sur les questions de dévolution[ο] ;
- doit défendre tout procès intenté par le procureur général, l’avocat général pour l’Écosse ou l’avocat général pour l’Irlande-du-Nord sur toute question sur la dévolution[ο],[π],[ρ].

Une disposition du Wales Act 2017 qui amende le Governement of Wales Act 2006 offre la possibilité au conseiller général ou au procureur général de renvoyer devant la Cour suprême pour décision une question pour savoir si n’importe quelle disposition d’un projet de loi touche aux « objets protégés ».

### Autres responsabilités
Les autres responsabilités gouvernementales et non gouvernementales du conseiller général sont de,, :
- être le conseiller juridique final d’autorité du Gouvernement gallois ;
- superviser la représentation du gouvernement dans les cours ;
- référer aux cours des questions relatives à la compétence législative du Senedd ;
- participer aux procès touchant à la détermination des questions sur la dévolution ;
- être le représentant habituel du Gouvernement gallois dans les échanges avec les conseillers juridiques de l’administration britannique ou des autres administrations dévolues ;
- être consulté par des ministres dans le cadre d’un procès les impliquant.

## Mandat

### Modalités de nomination
Le conseiller général est nommé par « Sa Majesté » sur proposition du premier ministre du pays de Galles. Une telle nomination doit être approuvée par les parlementaires au préalable.
Une personne peut exercer les fonctions sur proposition du premier ministre lorsque le poste de conseiller général est vacant ou bien quand le conseiller général n’est pas capable d’exercer son mandat.

### Durée
Le mandat du conseiller général prend automatiquement fin à chaque fois qu’un membre est nommé ou renommé premier ministre. De plus, le conseiller général peut à tout moment remettre sa démission à Sa Majesté et son mandat s’arrête dès que la démission est acceptée.
Comme pour sa nomination, le mandat peut lui être retiré sur proposition du premier ministre à Sa Majesté avec l’accord des parlementaires.

## Liste des conseillers généraux
| Identité             | Groupe           | Groupe             | Processus de désignation | Processus de désignation | Processus de désignation | Fin de mandat   | Premier ministre | Gouvernement | Qualité |
| Identité             | Groupe           | Groupe             | Proposition              | Accord                   | Nomination               | Fin de mandat   | Premier ministre | Gouvernement | Qualité |
| -------------------- | ---------------- | ------------------ | ------------------------ | ------------------------ | ------------------------ | --------------- | --- | --- | --- |
| Carwyn Jones         |                  | Parti travailliste | 19 juillet 2007          | 18 septembre 2007        |                          | 9 décembre 2009 | Rhodri Morgan | Morgan (2) | Membre de l’Assemblée puis du Senedd (1999-2021), élu dans la circonscription de Bridgend Chef parlementaire (2007-2009) |
| John Griffiths (en)  | 10 décembre 2009 | Parti travailliste | 12 janvier 2010          | 12 janvier 2010          | 11 mai 2011              | Carwyn Jones    | Jones (1) | Membre de l’Assemblée puis du Senedd (depuis 1999), élu dans la circonscription de Newport East                                         | |
| Theodore Huckle (en) | Aucun            | Aucun              | 27 mai 2011,             | 8 juin 2011              | 9 juin 2011              | Carwyn Jones    | 11 mai 2016 | Jones (2) | Avocat Conseiller de la reine (2011)                                                                                     |
| Mick Antoniw (en)    |                  | Parti travailliste | 15 juin 2016             | 21 juin 2016             | 27 juin 2016             | Carwyn Jones    | 3 novembre 2017 | Jones (3) | Membre de l’Assemblée puis du Senedd (depuis 2011), élu dans la circonscription de Pontypridd                            |
| Jeremy Miles         | 3 novembre 2017, | Parti travailliste | 14 novembre 2017         |                          | 12 décembre 2018         | Carwyn Jones    | Membre de l’Assemblée puis du Senedd (depuis 2016), élu dans la circonscription de Neath Ministre du Brexit (2018-2020) Ministre de la Transition européenne (2020-2021) | Jones (3) | |
| Jeremy Miles         | 13 décembre 2018 | Parti travailliste | 8 janvier 2019           |                          | 12 mai 2021              | Mark Drakeford  | Membre de l’Assemblée puis du Senedd (depuis 2016), élu dans la circonscription de Neath Ministre du Brexit (2018-2020) Ministre de la Transition européenne (2020-2021) | Drakeford (1) | |
| Mick Antoniw (en)    | 13 mai 2021      | Parti travailliste | 24 mai 2021              | 28 mai 2021              |                          | Mark Drakeford  | Drakeford (2) | Membre de l’Assemblée puis du Senedd (depuis 2011), élu dans la circonscription de Pontypridd Ministre de la Constitution (depuis 2021) | |

Galerie des conseillers généraux
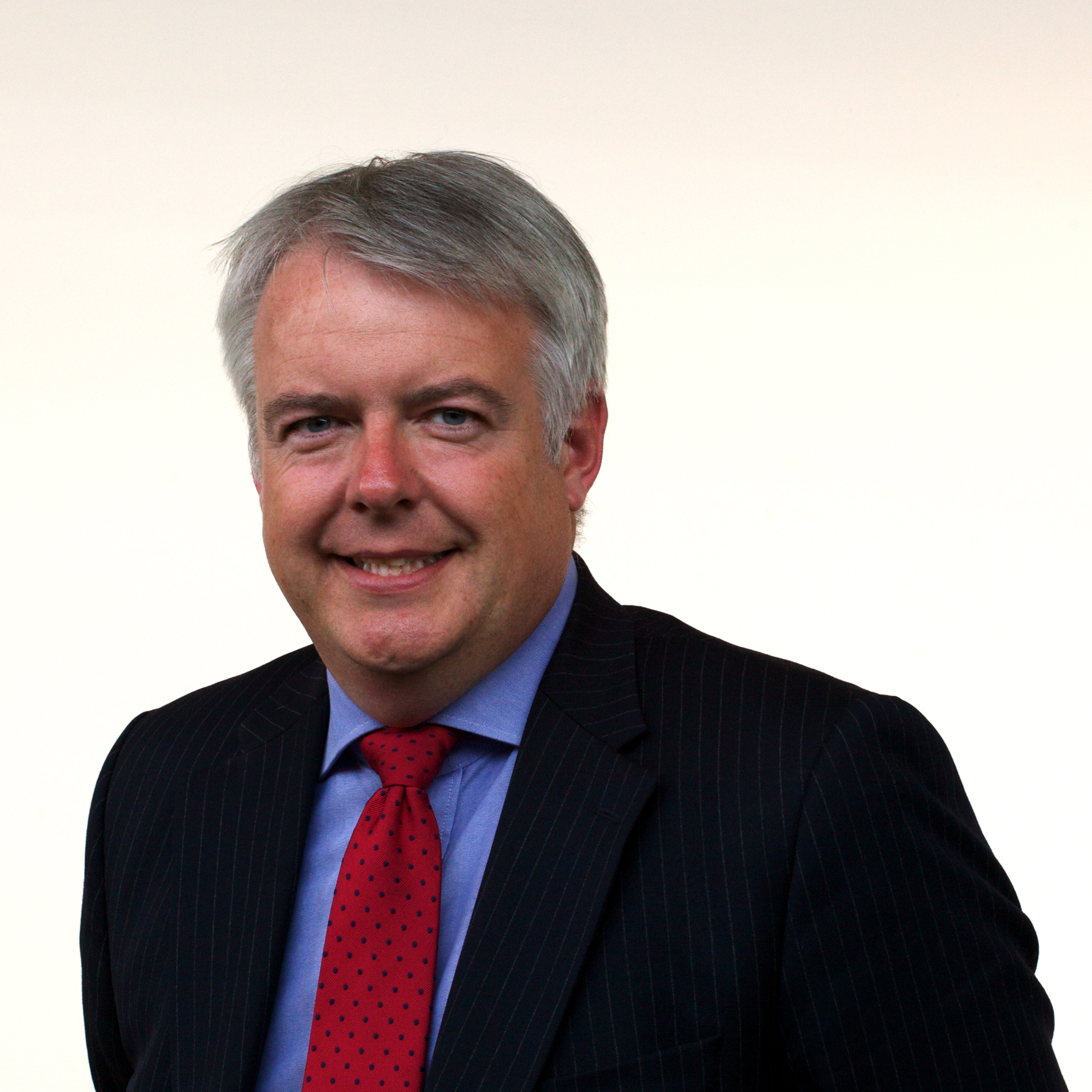
Carwyn Jones (2007-2009)
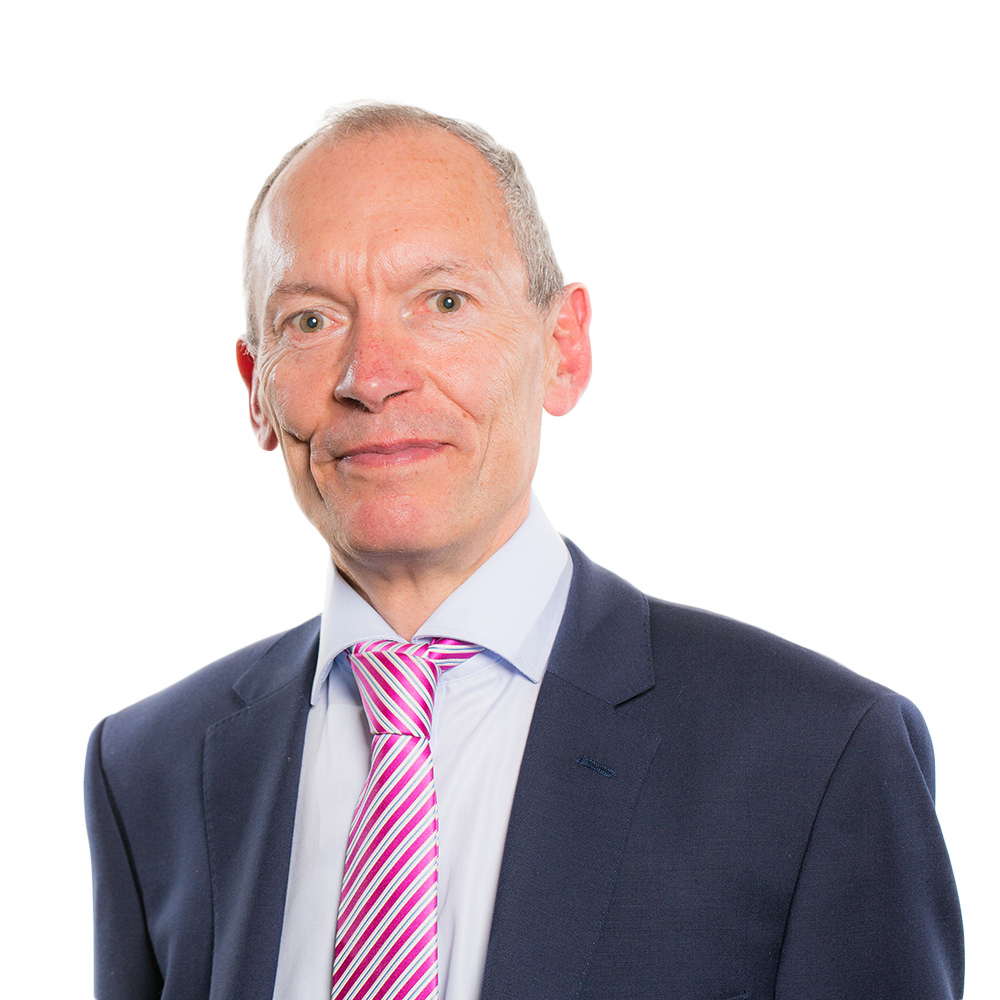
John Griffiths (2009-2011)
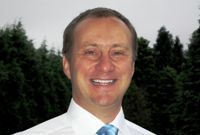
Theodore Huckle (2011-2016)
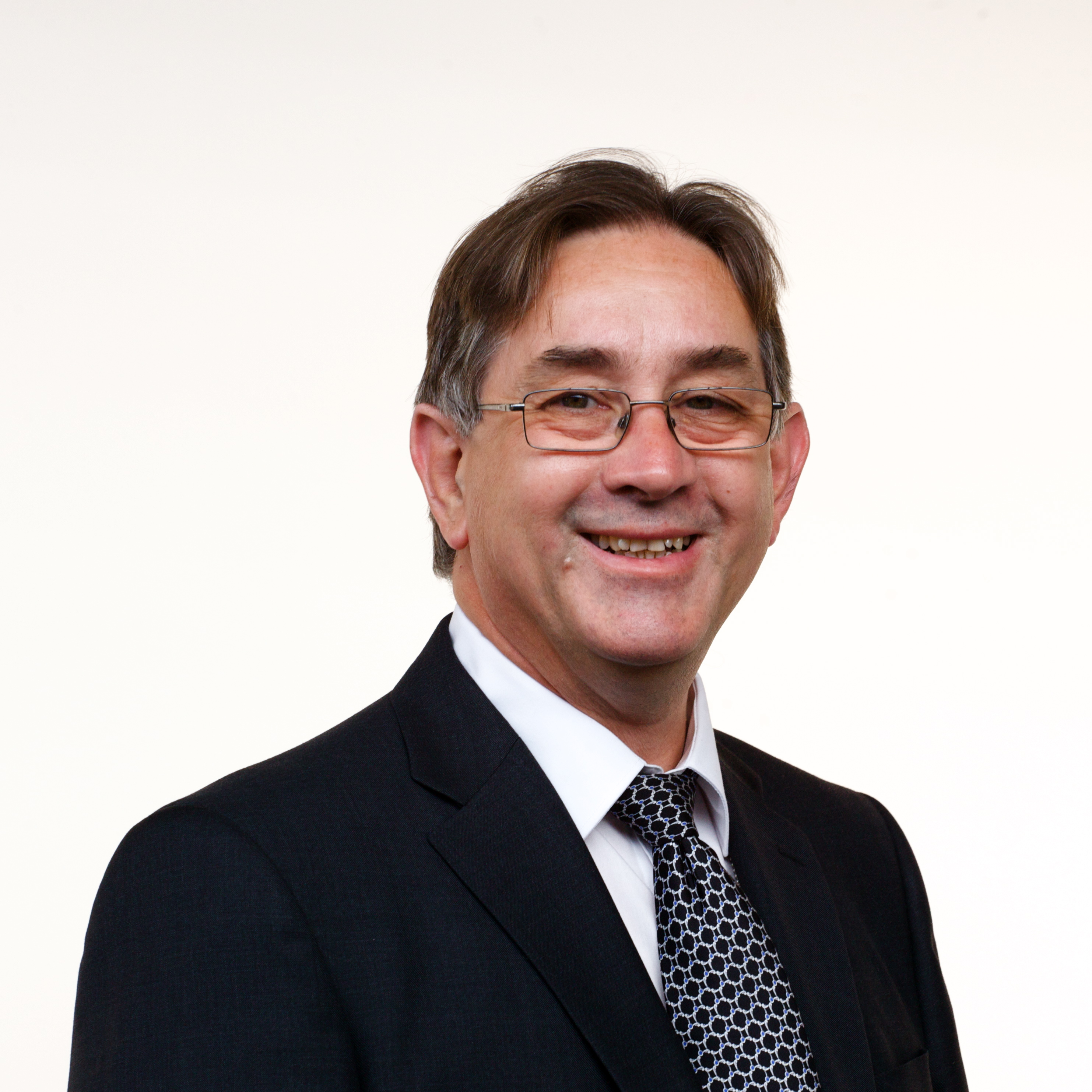
Mick Antoniw (de 2016 à 2017 et depuis 2021)
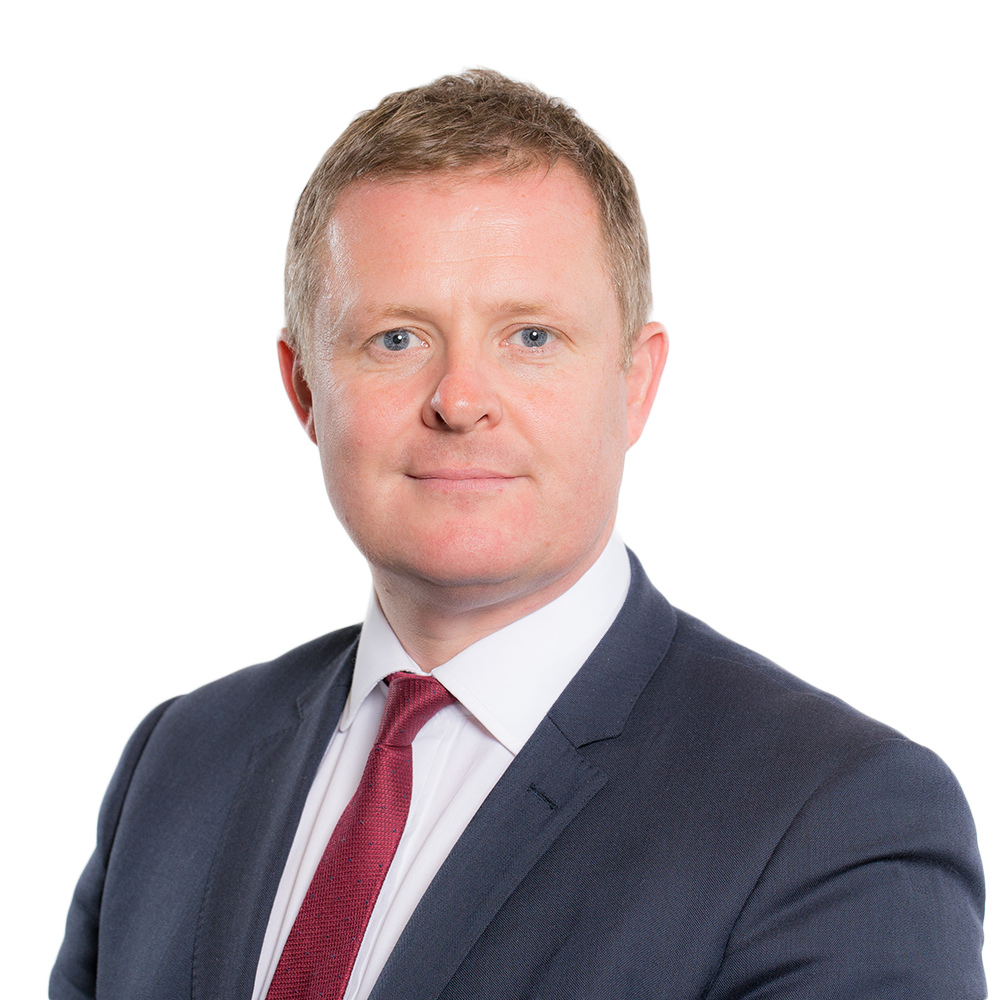
Jeremy Miles (2017-2021)